# Теорія стаціонарного (осілого) бандита
Теорія стаціонарного (осілого) бандита — теорія походження держави, розроблена американським вченими Мартином Макгуайром (англ. Martin C. McGuire) і Мансуром Олсоном (англ. Mancur Olson).

## Основні положення
Держава у даній теорії ототожнюється з «осілим (стаціонарним) бандитом» («stationary bandit»), котрий вирішив закріпитися на певній території, одноосібно контролювати її та отримувати дохід від населення (здійснювати пограбування) у довгостроковій перспективі.
У цьому полягає його відмінність від «бандитів-кочівників» або «бандитів-гастролерів» («roving bandits»), ціллю котрих є отримання максимальної вигоди у короткостроковій перспективі.
Пограбування, які здійснюються «осілим бандитом», набувають форму регулярного оподаткування, при цьому розумний «осілий бандит» встановлює таке оподаткування, за якого у населення залишається частина ресурсів, які можна використати для накопичення, інвестування і наступного збільшення обсягів виробництва і, відповідно, прибутку, котрий оподатковується «осілим бандитом».
Окрім того, «осілий бандит» стимулює розвиток господарської діяльності й зацікавлений у економічному розвитку території.

## Переваги і недоліки «осілого бандита» за різнихполітичних режимів

### «Осілий бандит» іанархія
Населення зацікавлене у появі «осілого бандита», оскільки, по-перше, він гарантує йому безпеку (вони не будуть пограбовані іншими бандитами); по-друге, він забезпечує населення суспільними благами (створює умови для стимулювання господарської діяльності) й встановлює правила поведінки (заборону на убивства або каліцтва, оскільки кожний індивід — потенційне джерело доходу); по-третє, населення розуміє, скільки йому доведеться сплатити і скільки ресурсів залишиться у його розпорядженні,  що дозволяє здійснювати планування господарської діяльності, що є  неможливим за умов періодичних набігів «бандитів-кочівників».

### «Осілий бандит» іавтократія
Попри те, що встановлення влади «осілого бандита» є більш привабливим за анархію, подібний устрій не слід вважати ідеальним. Головною проблемою для автократа є загроза втрати влади, що може відбутися як внаслідок революції, так й внаслідок підкорення «бандитом-кочівником». Рішення цієї проблеми у історії пов’язано з встановленням династичної форми правління; у тих випадках, коли подібне рішення неможливо, з великою імовірністю «осілий бандит», не будучи упевненим у стійкості своєї влади, перетворюється на «бандита-кочівника», прагне збільшити свій добробут, не дбаючи про потреби населення й забезпечення стійкого економічного зростання.

### «Осілий бандит» ідемократія
Демократія, на думку деяких авторів, є найбільш сприятливим з економічної точки зору режимом. Однак, М. Олсон у своїй теорії не є настільки однозначним й відзначає як позитивні, так й негативні моменти.
Серед позитивних моментів необхідно відмітити, по-перше, гарантії прав власності і виконання контрактних зобов’язань.
По-друге, на основі математичних розрахунків М. Олсон приходить до висновку,  що при демократіях податкова ставка буде нижчою, аніж при автократіях. Іншими словами, демократія перешкоджає конфіскації більшої частки додаткового продукту на користь правителів.
По-третє, обсяг суспільних благ, які надаються населенню, виявляється більшим, аніж при автократії, оскільки лідеру необхідно отримати підтримку більшості для перемоги на виборах.
Серед недоліків М. Олсон відзначає, зокрема, той факт, що демократичні лідери, подібно до «осілих бандитів», керуються своїми корисливими інтересами у першу чергу. При демократичному режимі на процес прийняття рішень і перерозподіл національного доходу впливають різні групи за інтересами, часом нечисленні й вузькоспеціалізовані, які лобіюють рішення, що не відповідають інтересам більшості.

## Критика інших теорій походження держави

### Марксистська теорія походження держави
Ідеологи марксизму (K. Маркс, Ф. Енгельс, В. І. Ленін) пов’язують походження держави з появою у громаді приватної власності і виділенням двох протиборчих груп — класів. Держава створюється одним класом (власники, експлуататори) для управління, збільшення свого добробуту і придушення іншого класу (пригнічений клас, клас, що експлуатується). М. Олсон критично відноситься до даної концепції походження держави, оскільки не вважає, що класи представляють собою «організовані групи зі спільними інтересами», котрі змушують їх починати революційну боротьбу і сприяти суспільним змінам.
Навпаки, індивіди віддаються перевагу не втягуватися у «класову боротьбу», оскільки у першу чергу керуються виключно особовими інтересами; для них іноді вигіднішим є не докладати додаткових зусиль для зміни суспільного порядку, а лишитися осторонь

### Теорія суспільного договору
Автор також критикує теорію суспільного договору (Дж. Лок, Т. Гоббс, Ж.-Ж. Руссо й ін.), згідно якої держава виникає як об’єднання добровільного характеру, яке передбачає, що індивіди передають частину своїх прав державі в обмін на забезпечення своєї безпеки і процвітання. М. Олсон піддає сумніву можливість колективний дій індивідів для досягнення спільного блага у великих групах (витрати й ризики, пов’язані із забезпеченням спільного блага, перевищують потенційні вигоди) через "ефект безбілетника", і вказує на такий наслідок, як низька економічна ефективність таких держав, оскільки у індивідів відсутні стимули збільшувати свій внесок у виробництво суспільного блага.

## Критика

### Передумови виникнення держави: логічне коло у теорії М. Олсона
Теорія Олсона пояснює, чому населення віддає перевагу «осілому бандиту», а не «бандиту-кочівнику», однак не вказує на мотиви, які спонукають «бандитів-кочівників» перетворюватися у «осілих».
Концепція не пояснює, чому за умов неконтрольованого конкурентного пограбування у «бандитів» з'являється прагнення до монополізація пограбування на даній території. Можна припустити, що «бандити-кочівники» хочуть збільшити свій прибуток коштом підпорядкування народів, котрі перебувають під контролем інших бандитів, але у такому випадку це означає, що вже існують деякі локальні держави, що вступає у протиріччя з концепцією М.Олсона.

### Роль держави
М. Олсон стверджує,  держава – єдиний фактор, який володіє монополією на насилля, поведінку якого можна вивчати. На думку Дугласа Норта, цей підхід є принципово невірним, оскільки, по-перше, держава управляє суспільством за допомогою цілої низки складних й спеціалізованих організацій. Окрім того, на взаємодію держави і суспільства впливає, у тому числі, динаміка відносин між політичними елітами у пануючій коаліції. По-друге, теорія не враховує фундаментальну проблему набуття державою монополії на насилля (як виникає коаліція, яка структурує державу і суспільство).

### Проблема дефініцій
У якості історичного прикладу-обґрунтування своєї теорії М. Олсон наводить становище у Китаї у 1920-тих рр., коли країна контролювалася різними військовими ватажками, які безжалісно грабували населення, однак одному з ватажків – Фан Ючену –  вдалося підпорядкувати собі решту й встановити свій контроль над значними територіями Китая.
Населення віддало перевагу владі одного бандита безлічі бандитів-гастролерів. Згідно теорії М. Олсона,  саме так й з'являється держава. Однак низка дослідників вважає необґрунтованим ужиток поняття «держава», оскільки перевага і можливість збирати дань з підданих на його території автоматично не приводять до оформлення держави. У такому випадку йдеться про появу «квазідержави», організації з порівняльною перевагою у здійсненні насилля на визначеній території, але яка не є державою.